# Sultan Al Enezi
Sultan Al Enezi (Kuwait City, 29 settembre 1992) è un calciatore kuwaitiano, difensore dell'Al-Arabi e della Nazionale kuwaitiana.

## Carriera

### Club
Ha esordito nel 2012 con l'Al-Qadsia, segnando 2 gol in 57 presenze fino al 2017.
Nella stagione 2016-2017 è andato in prestito all'Al-Khor, e finito il prestito (dopo 10 presenze e 3 gol) si è trasferito all'Al-Wakra, dove ha già giocato 2 partite.

### Nazionale
Ha esordito in Nazionale nel 2013, nell'amichevole contro il Libano. È stato convocato con la nazionale kuwaitiana per la Coppa d'Asia 2015

## Statistiche

### Cronologia presenze e reti in Nazionale
| Cronologia completa delle presenze e delle reti in nazionale ― Kuwait | Cronologia completa delle presenze e delle reti in nazionale ― Kuwait | Cronologia completa delle presenze e delle reti in nazionale ― Kuwait | Cronologia completa delle presenze e delle reti in nazionale ― Kuwait | Cronologia completa delle presenze e delle reti in nazionale ― Kuwait | Cronologia completa delle presenze e delle reti in nazionale ― Kuwait | Cronologia completa delle presenze e delle reti in nazionale ― Kuwait | Cronologia completa delle presenze e delle reti in nazionale ― Kuwait |
| Data                                                                  | Città                                                                 | In casa                                                               | Risultato                                                             | Ospiti                                                                | Competizione                                                          | Reti                                                                  | Note                                                                  |
| --------------------------------------------------------------------- | --------------------------------------------------------------------- | --------------------------------------------------------------------- | --------------------------------------------------------------------- | --------------------------------------------------------------------- | --------------------------------------------------------------------- | --------------------------------------------------------------------- | --------------------------------------------------------------------- |
| 19-11-2019                                                            | Thimphu                                                               | Nepal                                                                 | 0 – 1                                                                 | Kuwait                                                                | Qual. Mondiali 2022                                                   | -                                                                     | 90+1’                                                                 |
| 13-6-2023                                                             | Il Cairo                                                              | Kuwait                                                                | 3 – 0                                                                 | Zambia                                                                | Amichevole                                                            | -                                                                     |                                                                       |
| Totale                                                                |                                                                       | Presenze                                                              | 2                                                                     |                                                                       | Reti                                                                  | 0                                                                     |                                                                       |